# Aishwarya Rai
Aishwarya Rai Bachchan (Mangalore, Karnataka, 1 november 1973) is een Indiaas model en actrice.

## Biografie
Bijnamen: Ash, Aishu en voor familie Gullu. Ze heeft een 3 jaar oudere broer Aditya Rai. Ze is op donderdag 19 april 2007 met Abhishek Bachchan getrouwd in Mumbai. Op 16 november 2011 kreeg ze een dochtertje. Voordat ze actrice werd was ze student architectuur en model. Ze spreekt vele talen: Engels, Hindi, Urdu, Kannada, Tamil, en Marathi, en haar moedertaal is Tulu, dat maar door twee miljoen mensen wordt gesproken.
In 1994 werd ze verkozen tot Miss World. Ze wordt door velen gezien als een van de mooiste vrouwen op aarde. Zo noemde Julia Roberts haar: "The most beautiful woman in the world".
Met haar Miss World titel op zak werd ze gevraagd voor veel verschillende Indiase films. Ze werd vanaf eind jaren negentig een veel geziene actrice in de zogenaamde Bollywoodproducties. Deze commerciële films, die in de studio's van Mumbai aan de lopende band worden geproduceerd, kennen veel kleur, spektakel, dans en muziek. Aishwarya wist zich als actrice en danseres in de schijnwerpers te werken en kreeg grote naamsbekendheid in India.
Aishwarya heeft in ongeveer dertig Indiase films gespeeld toen ze voor het eerst internationaal een hoofdrol ging spelen. Haar eerste grote Amerikaanse productie was Bride and Prejudice: The Bollywood Musical in 2004. Met tegenspeler Martin Henderson vindt er een ontmoeting plaats tussen het Amerikaanse Hollywood en Indiase Bollywood. Daarnaast heeft ze nog verschillende Engelstalige films gemaakt, zoals Mistress of Spices in 2005, Provoked: A True Story (2006), The Last Legion met Colin Firth en Ben Kingsley en The Pink Panther Deux met Steve Martin.
In 2002 maakte Aishwarya een intocht in een koets in Cannes ter promotie van de film Devdas die daar in première ging. Het jaar daarop werd ze de eerste Indiase actrice, die lid was van de jury van het Cannes film festival.
Ze is lid van het L'Oréal Dreamteam samen met actrices als Penélope Cruz, Andie MacDowell, Gong Li, Catherine Deneuve en model Doutzen Kroes. Ze is ook al jarenlang het internationale gezicht van Longines.
Aishwarya werd door TIME magazine uitverkozen tot een van de 100 meest invloedrijke mensen op aarde.

## Filmografie
- Bibsys: 12049951
- Biblioteca Nacional de España: XX4671283
- Bibliothèque nationale de France: cb14517154p (data)
- Catàleg d'autoritats de noms i títols de Catalunya: 981058518669206706
- Gemeinsame Normdatei: 138987033
- International Standard Name Identifier: 0000 0001 1652 2282
- Library of Congress Control Number: nr00009022
- Nationale Bibliotheek van Tsjechië: xx0176175
- Nationale Bibliotheek van Israël: 987008729672205171
- Nationale Bibliotheek van Polen: a0000002290371
- Nederlandse Thesaurus van Auteursnamen: 27729956X
- Système universitaire de documentation: 07744390X
- Trove: 1447799
- Virtual International Authority File: 59318083
- WorldCat: E39PBJwmVQBgdjdvKx7G6W8wG3